# Daedalic Entertainment
Daedalic Entertainment GmbH é uma publicadora alemã de jogos eletrônicos com sede em Hamburgo. Eles são mais conhecidos por desenvolver jogos de aventura de point-and-click. A Daedalic opera dois estúdios subsidiários: Daedalic Entertainment Studio West (em Düsseldorf; desde julho de 2014) e Daedalic Entertainment Bavaria (em Munique; desde fevereiro de 2018). Em 2023, eles formalmente deixaram de ser uma desenvolvedora de jogos.

## História
A Daedalic Entertainment foi fundada em 1º de março de 2007 em um pequeno escritório de Hamburgo pelo diretor executivo (CEO) Carsten Fichtelmann e pelo diretor criativo Jan Müller-Michaelis. Antes de fundar a Daedalic, Fichtelmann foi diretor de marketing da publicadora alemã DTP Entertainment.
Logo depois, foi desenvolvido o jogo de aventura 1½ Knights - In Search of the Ravishing Princess Herzelinde, com o mesmo nome do filme. Em 28 de agosto de 2009, o jogo de aventura The Whispered World foi lançado e o título de aventura A New Beginning, que se concentra nas mudanças climáticas, foi publicado em 8 de outubro de 2010. Em 2011, a sequência de Edna & Harvey: The Breakout foi lançada com o título Harvey's New Eyes. Um ano depois, uma nova aventura chamada Deponia foi lançada no mercado.
Em maio de 2014, a publicadora alemã Bastei Lübbe adquiriu uma participação majoritária de 51% na Daedalic Entertainment. Em julho seguinte, a Daedalic abriu um estúdio subsidiário, o Daedalic Entertainment Studio West, em Düsseldorf.
Em novembro de 2016, a Daedalic demitiu doze de seus aproximadamente 150 funcionários, principalmente dos departamentos de produção e marketing, e optou por não renovar vários contratos temporários. Em fevereiro de 2018, a Daedalic abriu um terceiro estúdio, desta vez em Munique, sob o nome Daedalic Entertainment Bavaria. O novo estúdio seria composto por oito pessoas, lideradas por Oliver Machek, ex-Klonk Games, como diretor de estúdio e diretor de criação, e por Stephan Harms, diretor de operações da Daedalic, como CEO. Em agosto de 2018, a Bastei Lübbe passou a enfrentar graves problemas financeiros e começou a considerar vender sua participação de 51% na Daedalic.
Em junho de 2023, Daedalic fechou sua seção de desenvolvimento, resultando na demissão de 25 de seus 90 funcionários. O fechamento ocorreu como resultado da má recepção e desempenho do jogo final desenvolvido internamente pelo estúdio, The Lord of the Rings: Gollum.

## Jogos
Série Edna & Harvey
- Edna & Harvey: The Breakout (2008)
- Edna & Harvey: Harvey's New Eyes (2011)

Série The Whispered World
- The Whispered World (2009)
- Silence: The Whispered World 2 (2016)

Série Ravensburger Puzzle
- Ravensburger Puzzle (2010)
- Ravensburger Puzzle 2 (2011)

Série The Chronicles of Shakespeare
- The Chronicles of Shakespeare: Romeo & Juliet (2010)
- The Chronicles of Shakespeare: A Midsummer Night's Dream (2011)

Série Deponia
- Deponia (2012)
- Chaos on Deponia (2012)
- Goodbye Deponia (2013)
- Deponia Doomsday (2016)

Série The Dark Eye
- The Dark Eye: Chains of Satinav (2012)
- The Dark Eye: Memoria (2013)
- The Dark Eye: Blackguards (2014)
- Blackguards 2 (2015)

Outros
- 1½ Ritter: Auf der Suche nach der hinreißenden Herzelinde (2008)
- The Lord of the Rings: Gollum (2023)[19]
- Anna's Quest (2015)
- A Year of Rain (2019)

## Publicações
- The Tudors (2009)
- Wolfgang Hohlbein: The Inquisitor (2009)
- 20,000 Leagues Under the Sea (2010)
- A New Beginning (2010)
- Sinister Affair: Immortal Lovers (2010)
- Winterfest (2010)
- The Skillz (2010)
- Robin Hood: King of the Outlaw (2010)
- Derrick: Death in the Flower Bed (2010)
- Dragon Guardian: The Prophecy (2011)
- Borgia (2011)
- The Night of the Rabbit (2013)
- Journey of a Roach (2013)
- 1954: Alcatraz (2014)
- Fire (2015)
- Shadow Tactics: Blades of the Shogun (2016)
- The Franz Kafka Videogame (2017)
- The Long Journey Home (2017)
- Ken Follett's The Pillars of the Earth (2017)
- AER Memories of Old (2017)
- State of Mind (2018)
- Intruders: Hide and Seek (2019)
- Barotrauma (2019)[20]
- The Lord of the Rings: Gollum (2023)